# 엔올레이트

엔올레이트의 공명 구조

엔올레이트(영어: enolate)는 유기화학에서 카보닐 화합물(RR'C=O)의 탈양성자화로부터 유도되는 유기 음이온이다. 엔올레이트는 드물게 분리되며 유기 화합물 합성시 시약으로 널리 사용된다.

## 같이 보기
- 엔올